# Nick Galifianakis

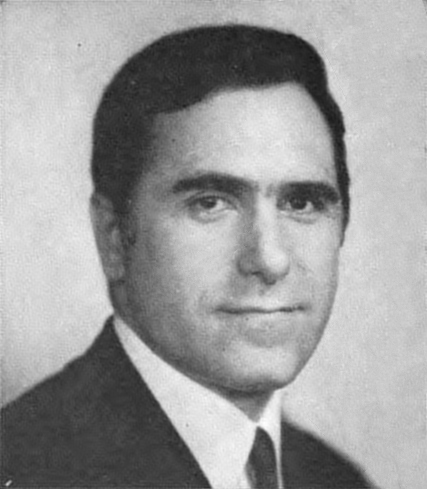
Nick Galifianakis, 1971

Nick Galifianakis (* 22. Juli 1928 in Durham, North Carolina; † 27. März 2023 in Raleigh, North Carolina) war ein US-amerikanischer Politiker. Zwischen 1967 und 1973 vertrat er den Bundesstaat North Carolina im US-Repräsentantenhaus.

## Werdegang
Nick Galifianakis besuchte die öffentlichen Schulen seiner Heimat und danach bis 1951 die Duke University. Nach einem anschließenden Jurastudium an derselben Universität und seiner 1956 erfolgten Zulassung als Rechtsanwalt begann er in Durham in diesem Beruf zu arbeiten. Dazwischen diente er von 1953 bis 1956 in der Reserve des United States Marine Corps. Von 1960 bis 1962 befehligte er eine Einheit der Nationalgarde von North Carolina. Zwischen 1960 und 1967 war Galifianakis Assistenzprofessor für Wirtschaftsrecht an der Duke University. Politisch schloss er sich der Demokratischen Partei an. In den Jahren 1961 bis 1967 war er Abgeordneter im Repräsentantenhaus von North Carolina.
Bei den Kongresswahlen des Jahres 1966 wurde Galifianakis im fünften Wahlbezirk von North Carolina in das US-Repräsentantenhaus in Washington, D.C. gewählt, wo er am 3. Januar 1967 die Nachfolge von Ralph James Scott antrat. Nach zwei Wiederwahlen konnte er bis zum 3. Januar 1973 drei Legislaturperioden im Kongress absolvieren. Diese waren von den Ereignissen des Vietnamkrieges geprägt. Seit 1969 vertrat er als Nachfolger von James Carson Gardner den vierten Distrikt seines Staates.
Im Jahr 1972 verzichtete Galifianakis auf eine erneute Kandidatur für das US-Repräsentantenhaus. Stattdessen bewarb er sich erfolglos um einen Sitz im US-Senat. Nach seinem Ausscheiden aus dem Kongress arbeitete er wieder als Rechtsanwalt; politisch ist er nicht mehr in Erscheinung getreten. Zuletzt lebte er in Durham. Nick Galifianakis ist der Onkel des Schauspielers Zach Galifianakis.